# Pleuroprion pacificum
Pleuroprion pacificum är en kräftdjursart som beskrevs av Gurjanova 1955. Pleuroprion pacificum ingår i släktet Pleuroprion och familjen Antarcturidae. Inga underarter finns listade i Catalogue of Life.